# إنوس إيستمان
إنوس إيستمان هو سياسي أمريكي، ولد في 1821، وتوفي في 5 يونيو 1908. نشط حزبياً في الحزب الديمقراطي. وقد انتخب عضو جمعية ولاية ويسكونسن ‏ وانتخب عضو مجلس ولاية ويسكونسن ‏.